# Livre
Партия LIVRE (порт. LIVRE, сокр. L) — леволиберальная зелёная португальская политическая партия. Выступает с позиций демократического социализма, за гражданские права и свободы, в защиту окружающей среды и укрепление европейской интеграции в рамках единого общеевропейского проекта. Представлена в парламенте Португалии (4 депутата) и ряде местных органов власти и самоуправления.

## История партии
Концептуально идеологическая платформа партии LIVRE сформировалась вокруг «Манифеста свободного левого движения» (порт. Manifesto para uma Esquerda Livre) – свода идеологических постулатов левого толка, сформулированных группой интеллектуалов и политиков весной 2012 года. Декларированной целью документа было преодоление раскола в левом движении и мобилизация его сторонников на достижение трёх целей: бо́льшая свобода в рядах левого движения, бо́льшее социальное равенство и более тесная европейская интеграция Португалии.
Учредительный съезд партии LIVRE состоялся 31 января — 1 февраля 2014 года в г. Порту. Среди её организаторов чаще других упоминают имя Руя Тавареша. Историк, публицист и политик, в 2009 году он был избран в состав Европейского парламента по списку партии Левый блок; в 2011 г. вышел из состава парламентской группы этой партии в Европарламенте, а в два года спустя создал партию LIVRE.
На втором съезде 19 апреля 2015 г. партия изменила названия на «LIVRE/Время двигаться вперёд» (порт. LIVRE/Tempo de Avançar, сокр. L/TDA), что отражало промежуточный итог её объединения с несколькими политическими группами и независимыми деятелями, разделяющими её политическую платформу. По завершении этого объединительного процесса на 5 съезде партии 19 июня 2016 года было решено вернуть партии её прежнее название, «Партия LIVRE». Это решение было утверждено Конституционным судом 10 мая 2017 г.

## Идеология и политическая платформа
Устав LIVRE характеризует партию как сообщество людей, «объединенных левыми идеалами и демократической практикой». В «Декларации принципов» партии, принятой на съезде её сторонников 16 ноября 2013 г., сформулированы четыре основы её идеолого-политического фундамента: свободы и гражданские права; равенство и социальная справедливость; углубление демократии в Португалии и продвижение европейского демократического проекта; экология, устойчивое развитие и уважительное отношение к окружающей среде.
В представлении сторонников партии LIVRE, права и свободы человека являются универсальными и неотчуждаемыми; равенство предполагает не просто равенство перед законом, но и справедливое распределение ресурсов и постепенное выравнивание возможностей и условий жизни. Социализм в их понимании не тождествен этатизму и предполагает существование различных форм собственности, а европейский вектор в партийной идеологии означает не противопоставление другим регионам и доктринам, а "реализацию европейской демократии как одного из великих вызовов современности.
При том, что некоторые португальские политические партии избегают однозначно позиционировать себя в традиционной системе координат «левые — правые», представители LIVRE указывают на место партии в политическом спектре вполне определённо: оно «слева по центру», то есть между Социалистической партией с одной стороны и Компартией и Левым блоком с другой.

## Организационная структура
Высшим органом партии является съезд (порт. Congresso), созываемый раз в два года. К исключительной компетенции съезда относится утверждение изменений в Уставе партии и Декларации принципов, формулирование её политической программы и этического кодекса членов партии; определение общих направлений политики LIVRE; избрание Ассамблеи, Контактной группы и Юридического совета и др. вопросы.
Высшим органом партии в период между съездами является Ассамблея (порт. Assambleia). Она состоит из членов партии, избранных на съезде, и проводит заседания не реже трех раз в год. Ассамблея определяет политическую стратегию действий партии; дату и место проведения съезда партии; утверждает бюджеты и отчёты об их исполнении, определяет размер членских взносов, и др. Для координации деятельности по конкретным направлениям стратегии партии из состава членов Ассамблеи формируются рабочие группы.
За координацию повседневной работы партии и деятельности её ячеек, тематических кружков и рабочих групп отвечает её исполнительный орган — Контактная группа (порт. Grupo de Contacto) LIVRE. Состоящая из 15 членов, избираемых на съезде, она проводит заседания, как правило, раз в месяц.

## Участие в выборах
Фактически сразу после своего создания LIVRE представился случай принять участие в выборной кампании. На состоявшихся 25 мая 2014 года выборах в Европарламент партия представила список из шести кандидатов во главе с Руем Таварешем, однако ни один из них не прошёл. Участие LIVRE в парламентских выборах 2015 года также не принесло ей ни одного депутатского мандата.
На президентских выборах 24 января 2016 г. LIVRE поддержала независимого кандидата Антониу Сампайо да Новоа, получившего 22,88 % голосов (второй результат на выборах).
Первое депутатское кресло в Ассамблее Республики (парламенте) Португалии LIVRE получила по итогам парламентских выборов 6 октября 2019 года. Членом парламента стала Жоаcин Катар Морейра, возглавившая список кандидатов по округу Лиссабона. Однако сразу же после выборов отношения между депутатом и партией осложнились, и 31 января 2020 г. LIVRE опубликовала заявление об отказе Жоасин Катар Морейра в политическом доверии. Для депутата это означало разрыв формальных связей с партией, а для LIVRE — потерю единственного места в парламенте.
На президентских выборах 2021 года LIVRE поддержала кандидатуру Аны Гомеш, получившую 12,96 % голосов (второй результат на выборах).
На выборах в Ассамблею Республики 2022 года за LIVRE было подано 71 196 голосов (1,28 % избирателей), конвертировавшихся в одно парламентское кресло; депутатом парламента стал Руй Тавареш. По результатам внеочередных парламентских выборов 10 марта 2024 года LIVRE получила 3,16 % голосов и смогла увеличить своё парламентское представительство до 4 мандатов.